# Drapetis similis
Drapetis similis är en tvåvingeart som beskrevs av Smith 1963. Drapetis similis ingår i släktet Drapetis och familjen puckeldansflugor. Inga underarter finns listade i Catalogue of Life.